# Raymond Decary
Raymond Decary (1891, Méry-sur-Seine, Aube - 1973, París) fue un botánico, antropólogo, geólogo, historiador, lingüista, etnólogo y funcionario colonial francés.

## Biografía
Es difícil de encasillar a Raymond Decary en una sola categoría de investigadores. Poseía una gran erudición polivalente, estaba dotado de una fuerza de trabajo poco común que le permitía hacer múltiples tareas. Alternativamente naturalista, antropólogo, geólogo, historiador, lingüista, realizando casi todos sus ámbitos de investigación en Madagascar. Su obra como naturalista fue prodigiosa. En el Museo Nacional de Historia Natural de Francia, el Herbario que constituyó reunía más de 40 000 especímenes de la flora malgache. Escribió más de 400 artículos y una veintena de libros. Y colaboró, en la obra monumental de Alfred (1836-1921) y de Guillaume Grandidier (1873-1957).
Debido a que era administrador colonial - cerca de sus mandantes, con quien conversaba mucho en Madagascar - le fue posible producir, además de sus funciones civiles, un trabajo científico original. Su Journal cotidiano, escrito en Madagascar desde 1916 a 1945, lo atestigua:

El administrar es el más bello de los oficios ya que se ejerce tanto su mente espiritual como su corazón... Para mí, la administración se combina con las ciencias naturales, entendiéndose sin perjuicio de uno o de otro... Todos estos viajes, como también las funciones administrativas llevadas a cabo en toda la isla, me permitió conocer bien el país y estoy seguro de lo mucho que he viajado. Me fui a casi todas partes, sin dejar de buscar, registrar y recolectar... Soy un coleccionista, pero pronto me di cuenta, una vez en
Madagascar, que la colección debe ser un medio y no un fin. Una forma de hacer avanzar la ciencia y el conocimiento.

## Honores
Raymond Decary fue miembro de numerosas sociedades científicas, en particular de la Académie Malgache, la Sociedad de Geografía, el Museo Nacional de Historia Natural (donde lega sus dossiers manuscritos, su Journal y la mayor parte de su colección de clichés fotográficos), la Academia de Ciencias de Ultramar (les lega su biblioteca de 4300 publicaciones relativas a Madagascar, el Museo del hombre donde les lega una importante colección de objetos etnográficos malgaches.

### Epónimos
En cuanto a la botánica y la zoología, una docena de géneros y cientos de especies le fueron dedicados.
- (Acanthaceae) Ruellia decaryi Benoist[1]
- (Asphodelaceae) Aloe decaryi Guillaumin[2]
- (Anacardiaceae) Operculicarya decaryi H.Perrier[3]
- (Apocynaceae) Hazunta decaryi Markgr.[4]
- (Aponogetonaceae) Aponogeton decaryi Jum.[5]
- (Arecaceae) Dypsis decaryi (Jum.) Beentje & J.Dransf.[6]
- (Asclepiadaceae) Trichocaulon decaryi Choux[7]
- (Asteraceae) Centauropsis decaryi Humbert[8]
- (Bignoniaceae) Ophiocolea decaryi H.Perrier[9]
- (Boraginaceae) Ehretia decaryi J.S.Mill.[10]
- (Buddlejaceae) Androya decaryi H.Perrier[11]
- (Combretaceae) Combretum decaryi Jongkind[12]
- (Cucurbitaceae) Xerosicyos decaryi Guillaumin & Keraudren[13]
- (Cyperaceae) Bulbostylis decaryi Cherm.[14]
- (Euphorbiaceae) Zimmermannia decaryi (Leandri) G.L.Webster var. occidentalis (Leandri) M.M.Poole[15]

## Algunos datos
- 1891 : nace en Méry-sur-Seine (Aube)
- 1912 : se licencia en Derecho
- 1914 : gravemente herido al debut de la batalla de la Marne, es declarado inapto para servir en las fuerzas armadas
- 1916 : se ofreció voluntariamente a ir a Madagascar donde estaba la reserva militar para hacerse cargo de oficiales que irían al servicio activo en el frente. Conquistado por la Gran Isla, decide emprender la carrera colonial
- 1921 : alumno de la Escuela Colonial
- 1922 : vuelve a Madagascar como administrador colonial. Hizo innumerables giras por toda la isla, y siete misiones científicas que le había encomendado, entre 1923 y 1930,
- 1933 : director adjunto del Gabinete del gobernador general en Tananarive
- 1937 : director de Investigaciones de Madagascar
- 1939-1944 : movilizado en el lugar, interrumpido por la Administración
- 1944 : retorna a Francia (14-19 de noviembre)
- 1945 : desmovilizado. Aceptada su solicitud de hacer valer sus derechos a la jubilación, y deja la Administración y prosigue su trabajo personal en casa de su familia en La Ferté-sous-Jouarre, Sena y Marne
- 1973 : fallece en el Hospital du Val de Grâce, de París

## Algunas obras
- L'Androy, essai de monographie régionale,  Paris, Société d'Éditions géographiques, maritimes et coloniales, 2 vol., 1930-1933
- L'Etablissement de Sainte-Marie de Madagascar sous la Restauration et le rôle de Sylvain Roux, Paris, Société d'Éditions géographiques, maritimes et coloniales, 1937
- Plantes et animaux útiles de Madagascar, Marseille, Annales du Musée colonial, 1946
- La faune malgache, Paris, Éditions Payot, 1950
- Mœurs et coutumes des Malgaches, Paris, Éditions Payot, 1951.
- Madagascar, (collection Terres lointaines), Société d'Éditions géographiques, maritimes et coloniales, 1952.
- Histoire des populations autres que les Merina, (en collaboration avec G. Grandidier), fasc. I, in : "Histoire politique et coloniale de Madagascar", Tananarive, Imprimerie officielle, 1958
- L'Habitat à Madagascar, Paris, Larose, 1958
- Les ordalies et sacrifices rituels chez les anciens Malgaches, Paris, Larose, 1959
- L'Ile Nosy-Bé de Madagascar : histoire d'une colonisation, Paris, Éditions maritimes et d'outre-mer, 1960
- Les voyages du chirurgien Avine à l'Ile de France et dans la mer des Indes au début du siècle XIX, Port-Louis (île Maurice), 1961.
- La mort et les coutumes funéraires à Madagascar, Paris, G.-P. Maisonneuve et Larose, 1962
- Contes et légendes du sud-ouest de Madagascar(collection "Les Littératures populaires de toutes les nations), Paris, G.-P. Maisonneuve & Larose, 1964
- Coutumes guerrières et Organisation militaire chez les anciens Malgaches, Paris, Éditions maritimes et d'outre-mer, T. I : Les anciennes pratiques de guerre, 1966. T. II : L'Histoire militaire des Merina, 1966
- Souvenirs et croquis de la terre malgache, Paris, Éditions maritimes et d'outre-mer, 1969

- La abreviatura «Decary» se emplea para indicar a Raymond Decary como autoridad en la descripción y clasificación científica de los vegetales.[21]